# Prémio William O. Baker para Iniciativas em Investigação
O Prémio William O. Baker para Iniciativas em Investigação (em inglês:  William O. Baker Award for Initiatives in Research), anteriormente designado por NAS Award for Initiatives in Research foi um prémio concedido pela National Academy of Sciences.

Este prémio criado em homenagem a William Oliver Baker (1915 - 2005) antigo presidente do Bell Labs, foi financiado pelo Nokia Bell Labs . O galardão destinava-se a premiar preferencialmente jovens cientistas residentes nos Estados Unidos, assim como, incentivar pesquisas susceptíveis de conduzir a novas capacidades para benefício humano.